# José Pérez
José Pérez är en ort i Mexiko.   Den ligger i kommunen Celaya och delstaten Guanajuato, i den centrala delen av landet, 220 km nordväst om huvudstaden Mexico City. José Pérez ligger 1 756 meter över havet och antalet invånare är 119.
Terrängen runt José Pérez är huvudsakligen platt, men norrut är den kuperad. Runt José Pérez är det tätbefolkat, med 881 invånare per kvadratkilometer. Närmaste större samhälle är Celaya, 7,5 km sydost om José Pérez. Trakten runt José Pérez består till största delen av jordbruksmark.